# Jean-Sélim Abdelmoula
Jean-Sélim Abdelmoula (* 30. August 1991 in Rolle VD) ist ein Schweizer Pianist und Komponist.

## Leben und Wirken
Jean-Sélim Abdelmoula wurde in der Schweiz geboren. Er studierte zunächst Klavier bei Christian Favre an der Haute École de Musique de Lausanne, anschliessend Kammermusik und Klavier an der Guildhall School of Music and Drama in London bei Ronan O’Hora und Komposition bei Julian Anderson. Von 2017 bis 2021 studierte er im Rahmen des „Sir András Schiff Performance Programme for Young Pianists“ bei András Schiff an der Kronberg Academy im Taunus, Hessen.
Als Solist trat er unter anderem in der Tonhalle Zürich, dem Palau de la Música in Barcelona, der Koerner Hall in Toronto, dem Sendesaal Bremen, der Carnegie Hall in New York sowie der Royal Festival Hall, der Barbican Hall und der Wigmore Hall in London auf. Sowohl für sein Klavierspiel als auch für seine Kompositionen erhielt Jean-Sélim Abdelmoula verschiedene renommierte Preise, unter anderem den Guildhall Wigmore Recital Prize und den Lili Boulanger Memorial Fund Award.
Jean-Sélim Abdelmoulas Kompositionen werden regelmäßig aufgeführt, unter anderem von Musikern wie Heinz Holliger, Antje Weithaas, Patricia Kopatchinskaja sowie von Ensembles wie dem Orchestre de Chambre de Toulouse, den Swiss Chamber Soloists, der Camerata Bern, dem Zürcher Kammerorchester und dem Ensemble Séquence.